# Colomba (novela)

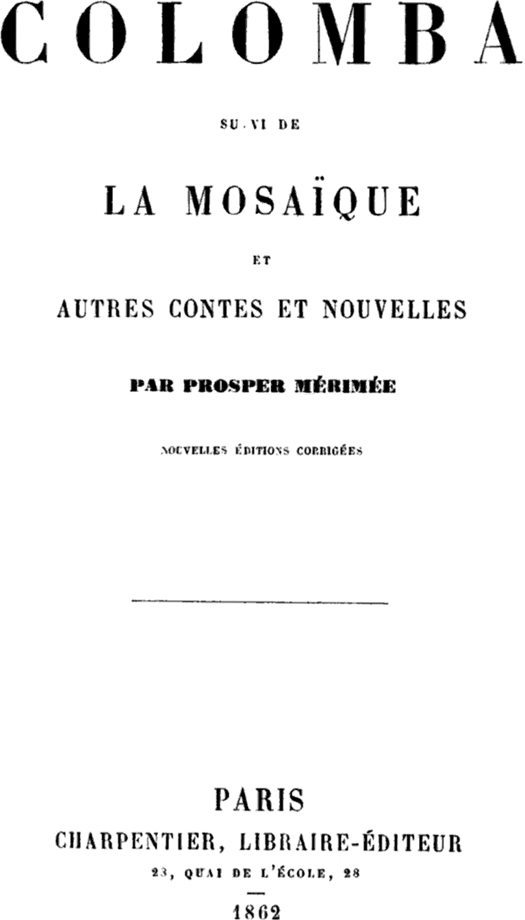
Portada de una edición de Colomba de 1862.

Colomba es una novela de Prosper Mérimée publicada en julio de 1840 en la Revue des deux mondes y al año siguiente en formato de libro. Es la historia de una vendetta que transcurre en la isla de Córcega. La novela está considerada como una obra maestra y un clásico de la literatura francesa ―de hecho forma parte del programa de la enseñanza secundaria en Francia―. En ella Merimé logra aunar la tragedia clásica con el localismo, «el motivo transhistórico y la investigación etnológica», según Anne-Emmanuelle Demartini. Su impacto fue tan grande que Córcega se convirtió a partir de su publicación en «el país de Colomba».

## Historia
En 1839 Prosper Mérimée, entonces inspector de Monumentos históricos, viaja a Córcega. Su estancia dura siete semanas y aunque queda decepcionado por los pocos monumentos de relieve de la isla, allí encuentra, según su propio testimonio, «la pura naturaleza del hombre». «Este mamífero es verdaderamente muy curioso aquí ―escribe a un amigo― y no me canso de que me cuenten historias de vendettas». Esas historias de vendettas serán el punto de partida de la novela. El personaje que da título a la obra se inspira en la historia de Coloma Bartoli, mujer a la que conoció Merimé durante su estancia en la isla, aunque ella tras la publicación de la novela dirá que no tiene que ver con su propia vida.
No era la primera vez que Merimé abordaba el tema de la vendetta corsa pues ya lo había hecho en su novela Mateo Falcone publicada en 1829 y que por otro lado había contribuido a establecer la imagen literaria de Córcega como una tierra de bandidos y de venganzas crueles.

## Argumento
La historia transcurre en 1816. Orso della Rebbia vuelve a Córcega dos años después de que su padre haya sido asesinado por la familia rival de los Barricini. Su hermana Colomba ―«el diablo en persona», según su hermano―, como toda la sociedad que comparte un sistema de valores centrado en el honor y en el que la venganza es un deber, le exige que acabe con los que han matado a su padre. Pero Lydia Nevil, una turista irlandesa que ha viajado a la isla junto a su padre y que ha conocido a Orso durante la travesía, intenta disuadirlo. Así, como ha destacado Anne-Emmanuelle Demartini, el argumento de la novela «reposa en la fatalidad de la vendetta, a la que intenta desesperadamente sustraerse este joven corso afrancesado, desgarrado entre dos culturas, dividido entre la justicia y la ley de la sangre, que le recuerda implacablemente la bella y feroz Colomba, guardiana viril del honor familiar y de las viejas costumbres locales». Finalmente Orso cae en una emboscada de los hermanos Barricini y acaba matándolos en legítima defensa.

## Impacto y adaptaciones
«La obra se impone como un modelo admirado e imitado, como la guía indispensable para descubrir Córcega, y ella reviste una dimensión iniciática», como en el caso de Gustave Flaubert que se embarcará para la isla pertrechado con un ejemplar de Colomba. Así en la estela de Colomba otros autores se adentran en el mundo primitivo de Córcega. Solo cuatro años después de su publicación Alejandro Dumas escribe Les Frères corses (‘Los hermanos corsos’), que dedica a Mérimée. En 1852 Ponson du Terrail publica Les Bandits (‘Los Bandidos’) también inspirada en Colomba.
En 1921 Henri Busser compuso una ópera basada en Colomba y en 2014 Jean Claude Petit estrenó otra con el mismo título para la Opera de Marsella. Ha sido llevada al cine en diferentes ocasiones. La primera data de 1915 por obra del inglés Travers Vale. Le han seguido tres adaptaciones en francés (Jacques Séverac, 1933; Émile Couzinet, 1948; Laurent Jaoui, 2005), una corsa (Ange Casta, 1968), una norteamericana (Mel Ferrer, 1950) y una italiana (Giacomo Battiato, 1982). También ha sido llevada al cómic en 2012 por Frédéric Bertocchini.